# Аксел Хайберг (остров)
Аксел Хайберг (на английски: Axel Heiberg Island) е 6-ият по големина остров в Канадския арктичен архипелаг, 7-ия в Канада и 32-ри в света. Площта на острова е 43 178 км2. Постоянно население няма. Географските му координати са 79°45′ с. ш. 90°46′ з. д. / 79.75° с. ш. 90.766667° з. д..
Островът се намира в северната част на Канадския арктичен архипелаг, като на изток протоците Нансен и Юрика го отделят от остров Елсмиър. На юг и югозапад залива Норуиджън Бей (Норвежки залив) го отделя от островите Грейам, Корнуол и Амунд Рингнес, а на запад протока Свердруп – от остров Миен. На северозапад бреговете на острова се мият от водите на Северния ледовит океан.
Бреговата линия е силно разчленена, с множество заливи и фиорди, главно по западното и южно крайбрежие – фиордите Ли, Странд, Гуд и други. Дължината на острова от север на юг е около 390 км, а от запад на изток – около 250 км.
С изключение на крайбрежните райни, където релефът е равнинен, останалата, близо 90% от територията на острова е планинска с максимална височина в централната част – връх Аутлук пик (на английски: Outlook Peak, 2210 м, 79°44′ с. ш. 91°24′ з. д. / 79.733333° с. ш. 91.4° з. д.). В южната част максималната височина достига до 1981 м. Централните и части от южните райони на острова са покрити с леден купол, от който в различни посоки се спускат ледникови езици, които достигат до близките заливи и фиорди.
Голяма част от острова влиза в северноамериканския екорегион „заполярна тундра“ (High Arctic tundra) по класификацията на Световния фонд за дивата природа.
Островът е открит през 1899 г. от експедицията на норвежкия изследовател Ото Свердруп (1898-1902) и е назован на името на Аксел Хайберг (1848-1932) норвежки дипломат, финансист и меценат и спонсор на експедицията. Същата година е открит и протока Юрика. На следващата година е открито цялото западно крайбрежие на острова до 80º 53` с.ш. - нос Норт Уест. През 1901 експедицията открива и изследва цялото източното крайбрежие на Аксел Хайберг. През последната година от експедицията (1902 г.) е открит протока Нансен (80°45′ с. ш. 90°00′ з. д. / 80.75° с. ш. 90° з. д.), в т.ч. североизточното крайбрежие на острова, като по този начин е открит и картиран целия бряг на острова, с изключение на около 100 км от най-северозападните му части.
През 1932 г. английският топограф Хенри Столуърти ръководи експедиция, която детайлно заснема и картира цялото крайбрежие (освен малък учактък на северозапад) на острова.
По рано островът е бил заселен от ескимоси, но по време на откриването му от Ото Свердруп той е необитаем. До 1930 г. Норвегия има претенции към острова, когато са уредени отношенията ѝ с Канада. През 1960 г. на острова е построена изследователската станция Макджил (McGill, 79°26′ с. ш. 90°46′ з. д. / 79.433333° с. ш. 90.766667° з. д.), и в следващите години населението ѝ е достигало до 20 души. През 1986 на острова се провежда канадска експедиция под ръководството на Джеймс Бейсинджър, която открива огромни територии с „вкаменени гори“ от епохата на еоцена. Поради сухия и студен климат, горите които са растели по онова време, когато климатът в района е бил много по-топъл, дърветата не са се овъглили, а са се мумифицирали.
|  | Тази страница частично или изцяло представлява превод на страницата Axel Heiberg Island в Уикипедия на английски. Оригиналният текст, както и този превод, са защитени от Лиценза „Криейтив Комънс – Признание – Споделяне на споделеното“, а за съдържание, създадено преди юни 2009 година – от Лиценза за свободна документация на ГНУ. Прегледайте историята на редакциите на оригиналната страница, както и на преводната страница, за да видите списъка на съавторите. ВАЖНО: Този шаблон се отнася единствено до авторските права върху съдържанието на статията. Добавянето му не отменя изискването да се посочват конкретни източници на твърденията, които да бъдат благонадеждни. |